# شورای زنان افغانستان
شورای زنان افغانستان (به پشتو: کونسل برائی افغان خواتین) (همچنین شناخته‌شده به عنوان شورای زنان یا به اختصار AWC) یک سازمان تحت جمهوری دموکراتیک افغانستان (۱۹۷۸–۱۹۸۷) و جمهوری افغانستان (۱۹۸۷–۱۹۹۲) بود. به عنوان یک سازمان غیرانتفاعی تلاش آن روی بهبود وضعیت زندگی و افزایش آگاهی از حقوق بشر به زنان و کودکان افغان بود. رهبر سازمان تا سال ۱۹۸۹ معصومه عصمتی وردک بود. وردک عضو حزب دموکراتیک خلق افغانستان نبود و در ۱۹۹۱ وزیر آموزش و پرورش شد.
سازمان توسط وردک و هشت کارکنان زن اداره می‌شد. برخی از این کارکنان نیز اعضای حزب بودند. رژیم کمونیستی در سال ۱۹۷۸ تحت فرمان نور محمد تره‌کی حقوق مساوی به زنان داد. زنان در آن زمان این توانایی را داشتند که همسر خود را انتخاب کنند و در مورد تحصیلات و زندگی خودشان تصمیم بگیرند. تعداد اعضای شورا حدود ۱۵۰٬۰۰۰ نفر در سراسر کشور بود و در همه ولایات افغانستان به استثنای وردک و کاتاواز شعبه و پایگاه داشت. اکثر زنان کابل به دلیل قوانین واپسگرا در مورد زنان در برابر مجاهدین مقاومت کردند.
شورای زنان افغانستان در مبارزه با بی‌سوادی و آموزش حرفه‌ای برای زنان در زمینه منشی‌گری، آرایشگری و کارگاهی به زنان در افغانستان خدمات اجتماعی ارائه می‌کرد. بسیاری ترس از ناپدیدشدن شورا در حین مذاکرات آشتی ملی که در سال ۱۹۸۷ آغاز شد داشتند.
یکی از مهمترین برنامه‌های شورا، مبارزه آنها برای سواد و آموزش دختران بود. بر اساس یک نظرسنجی در سال ۱۹۹۱، حدود ۷۰۰۰ زن در مؤسسه آموزش عالی و حدود ۲۳۰٬۰۰۰ دختر در مدارس سراسر افغانستان مشغول به تحصیل بودند. بر اساس این نظرسنجی، حدود ۱۹۰ استاد زن و ۲۲۰۰۰ معلم زن در کشور وجود داشت.